# Simon Rosenberg
Simon Rosenberg, före adlandet 1645 Simonsson Snare, född 1603, död 1689, var en svensk ämbetsman och bruksägare.

## Biografi
Simon Rosenberg föddes 1603 och kom i statlig tjänst 1624, kom genom åren att inneha flera ansvarsfulla uppdrag. Han var skrivare i Räknekammaren 1629,  fältproviantmästare vid svenska armén i Tyskland 1632, fältkamrerare och kommissarie i Schwaben 1633, kammarråd vid Mainzska staten 1635, kamrerare i Krigskollegium 1639 och häradshövding i Norra Vedbo härad i Jönköpings län 1643. Han utnämndes slutligen till krigskommissarie 1646 och krigsråd 1661. Han adlades 22 mars 1645 och ätten Rosenberg introducerades 1647 under nummer 322.
År 1645 köpte han Skogaholms bruk av Zacharias Andersson och lät samma år uppföra en ny stångjärnshammare, Carlshammaren, öster om Skogasjön vid Svennevadsån. Ungefär samtidigt anlades även en knipphammare på Skogaåns norra sida vid Skogaholm. Rosenberg insåg kort efter köpet att kapaciteten vid ugnen var för dålig och 1684 erhöll han privilegium på att uppföra en ny masugn. Den nya ugnen Östra Ås mulltimmerhytta placerades på östra stranden av ån Döbacken vid sjön Tisaren och stod färdig 1686.
Rosenberg avled 1689 och begravdes 19 januari samma år i Linköpings domkyrka.

### Egendom
Rosenberg ägde Torlunda i Löt och Borgs socken, Frö i Lillkyrka socken och Forsby i Kimstads socken och Skogaholms bruk i Svennevads socken.

### Familj
Rosenberg gifte sig 11 december 1638 i Stockholm med Margareta Larsdotter (1617–1691), dotter till rådmannen Lars Henriksson i Stockholm och Vendla Mårtensdotter. De fick tillsammans barnen Helena Rosenberg (1640–1677) som var gift med översten Jakob Stegman, kaptenen Simon Rosenberg (1642–1677), studenten Lars Rosenberg (född 1643) vid Uppsala universitet, Vendla Rosenberg (1645–1680) som var gift med översten Henrik Patkull, fänriken Nils Rosenberg (1648–1673) vid Östgöta infanteriregemente, Catharina Rosenberg (född 1650) som var gift med generallöjtnanten Anders Wennerstedt och överstelöjtnanten Mårten Rosenberg (död 1691).